# 罗邦杰 (1918年)
罗邦杰（1918年—），男，安徽望江人，中国工程机械专家，曾任吉林工业大学教授、博士生导师。